# 賀川満郷
賀川 満郷（かがわ みつさと）は江戸時代の医師。

## 概要
医学を父・賀川玄悦から学び、玄吾と称した。しかし継母と不和であったために油小路丸太町に医院を開設した。寛政5年（1793年）3月21日に61歳で病没し、衣笠山の等持院に葬られた。謚は烏有齊玄道無隠居士。『産科紀聞』、『産道口訣』、『手術解』、『産道秘書』、『有斎産術記』などの著作がある。